# Stjepan Vukušić (gradonačelnik)
Dr Stjepan Vukušić (Omiš, 14. studenoga 1889. − Split, 3. studenoga 1944.), hrvatski političar, novinski urednik, ustaški lokalni dužnosnik.
3. listopada 1943. postavljen je za urednika Novog doba koji je izdavala ustaška vlast. 
5. listopada 1943. postao je splitskim načelnikom odlukom ministra NDH za oslobođene krajeve, nakon što je vlastitom molbom razriješen s dužnosti privremeni gradski načelnika Općine Split ing. Mirko Karlovac.
Nova titoistička vlast uhitila ga je 27. listopada 1944. Uhićen je u seriji uhićenja započetih dan prije, a među uhićenima su poznate pristaše ustaša, četnika ili germanofili, pa je uz Vukušića uhićen veliki župan Juraj Stanojević i bivši starosta Sokola dr. Šimunović.
Vojni sud Oblasti VIII. Korpusa NOVJ, Vijeće pri Komandi splitskog područja je na sjednici od 2. studenoga 1944. godine, donijelo osudu kojim je osuđen kao narodni izdajnik  "u smislu čl. 13 i 14, a u vezi sa čl. 16 i 17 Uredbe o vojnim sudovima od 24. svibnja 1944. godine". Osuđen je na kaznu smrti strijeljanjem, gubitak časnih prava i konfiskaciju imovine. Odluka je objavljena u oglasu od 3. studenoga.